# مسابقات قهرمانی ورزش‌های آبی جهان ۱۹۹۸
مسابقات قهرمانی ورزش‌های آبی جهان ۱۹۹۸ هشتمین دوره از قهرمانی جهان می‌باشد که از ۸ تا ۱۷ ژوئیه ۱۹۹۸ در فوکوئوکا، ژاپن برگزار گردید.
مسابقات قهرمانی جهان در هر پنج رشتهٔ FINA شامل شنا، شیرجه، واترپلو، شنای هماهنگ (موزون) و شنا در آب‌های آزاد انجام شد. محل اصلی مسابقات ورزشگاه چلنج بود که میزبان رقابت‌های تمام رشته‌ها به جز آب‌های آزاد بود. مایکل کلیم به عنوان شناگر برتر در این مسابقات انتخاب شد. وی قهرمان ۲۰۰ متر آزاد، ۱۰۰ متر پروانه، ۲۰۰×۴ متر آزاد امدادی، ۲۰۰×۴ متر مختلط امدادی و همچنین دارندهٔ نشان نقرهٔ ۱۰۰ متر آزاد، ۱۰۰×۴ متر آزاد امدادی و برنز ۵۰ متر آزاد گردید.
ایان تورپ با قهرمانی در مسابقات ۴۰۰ متر آزاد در سن ۱۵ سال و سه ماهگی تبدیل به جوان‌ترین قهرمان جهان شد. در طی جستجوی معمول گمرکی بر روی چمدان شناگر چینی یوان یوان، مقدار قابل توجه‌ای هورمون رشد انسانی که برای استفادهٔ تیم شنا بانوان چین در طول مسابقات تهیه شده بود، کشف شد. تنها یوان برای این ماجرا جریمه شد، و گمانه زنی شد که این ماجرا به نامزدی خوان آنتونیو سامارانش از سوی چین برای دریافت جایزهٔ صلح نوبل در سال ۱۹۹۳ مرتبط بوده‌است.
آزمایش‌ها در پرت همچنین وجود مادهٔ ممنوعهٔ دیورتیک تریامترین را در ادرار چهار شناگر، وانگ لونا، یی ژانگ، هویجوئه کای و وی وانگ را نشان داد. این شناگران به مدت دو سال از حضور در رقابت‌ها محروم شدند و سه مربی مرتبط با این شناگران، ژی چنگ، هیوکین ژو و ژی چنگ هر کدام به مدت سه ماه از فعالیت‌های ورزشی محروم شدند.

## جدول مدال‌ها
*   کشور میزبان (استرالیا)
| رتبه            | کشور                | طلا | نقره | برنز | مجموع |
| --------------- | ------------------- | --- | ---- | ---- | ----- |
| ۱               | ایالات متحده آمریکا | ۱۷  | ۶    | ۹    | ۳۲    |
| ۲               | روسیه               | ۱۱  | ۳    | ۳    | ۱۷    |
| ۳               | استرالیا*           | ۷   | ۸    | ۱۰   | ۲۵    |
| ۴               | چین                 | ۶   | ۸    | ۴    | ۱۸    |
| ۵               | اوکراین             | ۳   | ۱    | ۰    | ۴     |
| ۶               | ایتالیا             | ۲   | ۲    | ۲    | ۶     |
| ۷               | آلمان               | ۱   | ۷    | ۶    | ۱۴    |
| ۸               | هلند                | ۱   | ۴    | ۳    | ۸     |
| ۹               | فرانسه              | ۱   | ۴    | ۱    | ۶     |
| ۱۰              | مجارستان            | ۱   | ۱    | ۲    | ۴     |
| ۱۱              | اسپانیا             | ۱   | ۱    | ۰    | ۲     |
| ۱۲              | بلژیک               | ۱   | ۰    | ۰    | ۱     |
| ۱۲              | کاستاریکا           | ۱   | ۰    | ۰    | ۱     |
| ۱۴              | ژاپن                | ۰   | ۴    | ۴    | ۸     |
| ۱۵              | اسلواکی             | ۰   | ۲    | ۱    | ۳     |
| ۱۶              | کانادا              | ۰   | ۱    | ۳    | ۴     |
| ۱۷              | سوئد                | ۰   | ۱    | ۱    | ۲     |
| ۱۸              | بریتانیای کبیر      | ۰   | ۰    | ۲    | ۲     |
| ۱۹              | آرژانتین            | ۰   | ۰    | ۱    | ۱     |
| ۱۹              | پورتوریکو           | ۰   | ۰    | ۱    | ۱     |
| ۱۹              | یوگسلاوی            | ۰   | ۰    | ۱    | ۱     |
| مجموع (۲۱ کشور) | مجموع (۲۱ کشور)     | ۵۳  | ۵۳   | ۵۴   | ۱۶۰   |

## نتایج

### شیرجه

#### جدول مدال‌ها
| رتبه           | کشور                      | طلا | نقره | برنز | مجموع |
| -------------- | ------------------------- | --- | ---- | ---- | ----- |
| ۱              | روسیه (RUS)               | ۵   | ۱    | ۲    | ۸     |
| ۲              | چین (CHN)                 | ۳   | ۶    | ۲    | ۱۱    |
| ۳              | اوکراین (UKR)             | ۲   | ۰    | ۰    | ۲     |
| ۴              | آلمان (GER)               | ۰   | ۲    | ۲    | ۴     |
| ۵              | ایالات متحده آمریکا (USA) | ۰   | ۱    | ۲    | ۳     |
| ۶              | استرالیا (AUS)            | ۰   | ۰    | ۲    | ۲     |
| مجموع (۶ کشور) | مجموع (۶ کشور)            | ۱۰  | ۱۰   | ۱۰   | ۳۰    |

#### خلاصه مدال‌ها
مردان
| رویداد                        | طلا                                | نقره                                          | برنز                                           |
| تخته فنری ۱ متر جزئیات        | یو ژووچنگ (CHN)                    | تروی دامیس (USA)                              | Holger Schlepps (GER)                          |
| تخته فنری ۳ متر جزئیات        | دمیتری سوتین (RUS)                 | Yilin Zhou (CHN)                              | Vassili Lisovski (RUS)                         |
| سکوی ۱۰ متر جزئیات            | دمیتری سوتین (RUS)                 | تیانگ لیانگ (CHN)                             | یان همپل (GER)                                 |
| تخته فنری ۳ متر هماهنگ جزئیات | Hao Xu (CHN) · یو ژووچنگ (CHN)     | Alexander Mesch (GER) · Holger Schlepps (GER) | دین پلار (AUS) · Shannon Roy (AUS)             |
| سکوی ۱۰ متر هماهنگ جزئیات     | تیانگ لیانگ (CHN) · سون شووی (CHN) | یان همپل (GER) · Michael Kühne (GER)          | ایگور لوکاشین (RUS) · Aleksandr Varlamov (RUS) |

زنان
| رویداد                        | طلا                                         | نقره                               | برنز                                    |
| تخته فنری ۱ متر جزئیات        | ایرینا لاشکو (RUS)                          | ورا ایلینا (RUS)                   | Zhang Jing (CHN)                        |
| تخته فنری ۳ متر جزئیات        | یولیا پاخالینا (RUS)                        | گوو جینگ‌جینگ (CHN)                 | چانتال نیوبری (AUS)                     |
| سکوی ۱۰ متر جزئیات            | اولنا ژوپینا (UKR)                          | Yuyan Cai (CHN)                    | Li Chen (CHN)                           |
| تخته فنری ۳ متر هماهنگ جزئیات | ایرینا لاشکو (RUS) · یولیا پاخالینا (RUS)   | Lang Rao (CHN) · Rongjuan Li (CHN) | Tracy Bonner (USA) · Kathy Pesek (USA)  |
| سکوی ۱۰ متر هماهنگ جزئیات     | اولنا ژوپینا (UKR) · Svitlana Serbina (UKR) | Yuyan Cai (CHN) · Li Chen (CHN)    | Kristin Link (USA) · Lindsay Long (USA) |

### شنا در آب‌های آزاد

#### جدول مدال‌ها
| رتبه           | کشور           | طلا | نقره | برنز | مجموع |
| -------------- | -------------- | --- | ---- | ---- | ----- |
| ۱              | USA            | ۳   | ۰    | ۱    | ۴     |
| ۲              | RUS            | ۲   | ۱    | ۰    | ۳     |
| ۳              | ITA            | ۱   | ۰    | ۲    | ۳     |
| ۴              | AUS            | ۰   | ۲    | ۰    | ۲     |
| ۵              | GER            | ۰   | ۱    | ۱    | ۲     |
| ۵              | NED            | ۰   | ۱    | ۱    | ۲     |
| ۷              | ESP            | ۰   | ۱    | ۰    | ۱     |
| ۸              | ARG            | ۰   | ۰    | ۱    | ۱     |
| مجموع (۸ کشور) | مجموع (۸ کشور) | ۶   | ۶    | ۶    | ۱۸    |

#### خلاصه مدال‌ها
مردان
| رویداد            | طلا                | نقره             | برنز                   |
| ۵ کیلومتر جزئیات  | الکسی آکاتیف (RUS) | کی هورست (AUS)   | Luca Baldini (ITA)     |
| ۲۵ کیلومتر جزئیات | الکسی آکاتیف (RUS) | David Meca (ESP) | Gabriel Chaillou (ARG) |

زنان
| رویداد            | طلا              | نقره                 | برنز                 |
| ۵ کیلومتر جزئیات  | اریکا رز (USA)   | Edith van Dijk (NED) | Peggy Büchse (GER)   |
| ۲۵ کیلومتر جزئیات | توبی اسمیت (USA) | Peggy Büchse (GER)   | Edith van Dijk (NED) |

مزدوج
| رویداد            | طلا                                                                     | نقره                                                            | برنز                                                              |
| ۵ کیلومتر جزئیات  | ایالات متحده آمریکا (USA) · جان فلاناگان · آستین رامیرز · اریکا رز      | روسیه (RUS) · الکسی آکاتیف · Yevgeny Bezruchenko · Olga Gouseva | ایتالیا (ITA) · Luca Baldini · Fabio Venturini · Valeria Casprini |
| ۲۵ کیلومتر جزئیات | ایتالیا (ITA) · Claudio Gargaro · Fabrizio Pescatori · Valeria Casprini | استرالیا (AUS) · Grant Robinson · Mark Saliba · Tracey Knowles  | ایالات متحده آمریکا (USA) · توبی اسمیت · ناتان استوک · چاک ویلی   |

### شنا

#### جدول مدال‌ها
*   کشور میزبان (استرالیا)
| رتبه            | کشور                      | طلا | نقره | برنز | مجموع |
| --------------- | ------------------------- | --- | ---- | ---- | ----- |
| ۱               | ایالات متحده آمریکا (USA) | ۱۴  | ۵    | ۵    | ۲۴    |
| ۲               | استرالیا (AUS)*           | ۷   | ۶    | ۷    | ۲۰    |
| ۳               | چین (CHN)                 | ۳   | ۲    | ۲    | ۷     |
| ۴               | آلمان (GER)               | ۱   | ۴    | ۳    | ۸     |
| ۵               | فرانسه (FRA)              | ۱   | ۳    | ۰    | ۴     |
| ۶               | هلند (NED)                | ۱   | ۲    | ۲    | ۵     |
| ۷               | روسیه (RUS)               | ۱   | ۱    | ۱    | ۳     |
| ۸               | اوکراین (UKR)             | ۱   | ۱    | ۰    | ۲     |
| ۹               | مجارستان (HUN)            | ۱   | ۰    | ۲    | ۳     |
| ۱۰              | بلژیک (BEL)               | ۱   | ۰    | ۰    | ۱     |
| ۱۰              | کاستاریکا (CRC)           | ۱   | ۰    | ۰    | ۱     |
| ۱۲              | ژاپن (JPN)                | ۰   | ۲    | ۳    | ۵     |
| ۱۳              | اسلواکی (SVK)             | ۰   | ۲    | ۱    | ۳     |
| ۱۴              | ایتالیا (ITA)             | ۰   | ۲    | ۰    | ۲     |
| ۱۵              | کانادا (CAN)              | ۰   | ۱    | ۳    | ۴     |
| ۱۶              | سوئد (SWE)                | ۰   | ۱    | ۱    | ۲     |
| ۱۷              | بریتانیای کبیر (GBR)      | ۰   | ۰    | ۲    | ۲     |
| ۱۸              | پورتوریکو (PUR)           | ۰   | ۰    | ۱    | ۱     |
| مجموع (۱۸ کشور) | مجموع (۱۸ کشور)           | ۳۲  | ۳۲   | ۳۳   | ۹۷    |

#### خلاصه مدال‌ها

##### مردان
| رویداد                        | طلا                                                                                         | نقره                                                                                          | برنز                                                                                   |
| ۵۰ متر آزاد جزئیات            | Bill Pilczuk (USA) · ۲۲٫۲۹                                                                  | الکساندر پوپوف (RUS) · ۲۲٫۴۳                                                                  | مایکل کلیم (AUS) · ریکاردو بوسکتس (PUR) · ۲۲٫۴۷                                        |
| ۱۰۰ متر آزاد جزئیات           | الکساندر پوپوف (RUS) · ۴۸٫۹۳CR                                                              | مایکل کلیم (AUS) · ۴۹٫۲۰                                                                      | لارس فرولاندر (SWE) · ۴۹٫۵۳                                                            |
| ۲۰۰ متر آزاد جزئیات           | مایکل کلیم (AUS) · ۱:۴۷٫۴۱                                                                  | ماسیمیلیانو روسولینو (ITA) · ۱:۴۸٫۳۰                                                          | پیتر وان دن هوخنباند (NED) · ۱:۴۸٫۶۵                                                   |
| ۴۰۰ متر آزاد جزئیات           | ایان تورپ (AUS) · ۳:۴۶٫۲۹                                                                   | گرنت هاکت (AUS) · ۳:۴۶٫۴۴                                                                     | پل پالمر (GBR) · ۳:۴۸٫۰۲                                                               |
| ۱۵۰۰ متر آزاد جزئیات          | گرنت هاکت (AUS) · ۱۴:۵۱٫۷۰                                                                  | امیلیانو برمبیلا (ITA) · ۱۵:۰۰٫۵۹                                                             | دنیل کوالسکی (AUS) · ۱۵:۰۳٫۹۴                                                          |
| ۱۰۰ متر کرال پشت جزئیات       | لنی کرایزلبورگ (USA) · ۵۵٫۰۰CR                                                              | Mark Versfeld (CAN) · ۵۵٫۱۷                                                                   | استیو تلوکه (GER) · ۵۵٫۲۰                                                              |
| ۲۰۰ متر کرال پشت جزئیات       | لنی کرایزلبورگ (USA) · ۱:۵۸٫۸۴                                                              | رالف براون (GER) · ۱:۵۹٫۲۳                                                                    | Mark Versfeld (CAN) · ۱:۵۹٫۳۹                                                          |
| ۱۰۰ متر کرال سینه =جزئیات     | فردریک دیباگریو (BEL) · ۱:۰۱٫۳۴                                                             | زنگ کویلیانگ (CHN) · ۱:۰۱٫۷۶                                                                  | کورت گروت (USA) · ۱:۰۱٫۹۳                                                              |
| ۲۰۰ متر کرال سینه جزئیات      | کورت گروت (USA) · ۲:۱۳٫۴۰                                                                   | ژان-کریستف سارنن (FRA) · ۲:۱۳٫۴۲                                                              | نوربرت روژا (HUN) · ۲:۱۳٫۵۹                                                            |
| ۱۰۰ متر پروانه جزئیات         | مایکل کلیم (AUS) · 52.25CR                                                                  | لارس فرولاندر (SWE) · ۵۲٫۷۹                                                                   | جف هیوگیل (AUS) · ۵۲٫۹۰                                                                |
| ۲۰۰ متر پروانه جزئیات         | دنیس سیلانتیف (UKR) · ۱:۵۶٫۶۱                                                               | فرانک اسپوزیتو (FRA) · ۱:۵۶٫۷۷                                                                | تام مالچو (USA) · ۱:۵۷٫۲۶                                                              |
| ۲۰۰ متر مختلط انفرادی جزئیات  | مارسل وودا (NED) · ۲:۰۱٫۱۸                                                                  | Xavier Marchand (FRA) · ۲:۰۱٫۶۶                                                               | رون کارنو (USA) · ۲:۰۱٫۸۹                                                              |
| ۴۰۰ متر مختلط انفرادی جزئیات  | تام دولان (USA) · ۴:۱۴٫۹۵                                                                   | مارسل وودا (NED) · ۴:۱۵٫۵۳                                                                    | کورتیز مایدن (CAN) · ۴:۱۶٫۴۵                                                           |
| ۱۰۰×۴ متر آزاد امدادی جزئیات  | ایالات متحده آمریکا (USA) · اسکات تاکر · نیل والکر · جان اولسن · گری هال جونیور · ۳:۱۶٫۶۹CR | استرالیا (AUS) · آدام پین · Richard Upton · مایکل کلیم · کریس فایدلر · ۳:۱۶٫۹۷                | روسیه (RUS) · رومن یگوروف · دنیس پیمانکوف · ولادیلاو کالیکف · الکساندر پوپوف · ۳:۱۸٫۴۵ |
| ۲۰۰×۴ متر آزاد امدادی جزئیات  | استرالیا (AUS) · دنیل کوالسکی · گرنت هاکت · مایکل کلیم · ایان تورپ · ۷:۱۲٫۴۸CR              | هلند (NED) · پیتر وان دن هوخنباند · مارک ون در زیجدن · مارتین زویددوگ · مارسل وودا · ۷:۱۶٫۷۷  | بریتانیای کبیر (GBR) · پل پالمر · گوین میدووز · اندرو کلایتون · جیمز سالتر · ۷:۱۷٫۳۳   |
| ۱۰۰×۴ متر مختلط امدادی جزئیات | استرالیا (AUS) · مت ولش · فیل راجرز · مایکل کلیم · کریس فایدلر · ۳:۳۷٫۹۸                    | ایالات متحده آمریکا (USA) · لنی کرایزلبورگ · کورت گروت · نیل والکر · گری هال جونیور · ۳:۳۸٫۵۶ | مجارستان (HUN) · آتیلا سنه · نوربرت روژا · پیتر هوروات · آتیلا زوبور · ۳:۳۹٫۵۳         |

شرح: WR: رکورد جهان؛ CR: رکورد قهرمانی جهان

##### زنان
| رویداد                        | طلا                                                                                                  | نقره                                                                                         | برنز                                                                                 |
| ۵۰ متر آزاد جزئیات            | ایمی ون دایکن (USA) · ۲۵٫۱۵                                                                          | ساندرا وولکر (GER) · ۲۵٫۳۲                                                                   | شان یینگ (CHN) · ۲۵٫۳۶                                                               |
| ۱۰۰ متر آزاد جزئیات           | جنی تامپسون (USA) · ۵۴٫۹۵                                                                            | مارتینا موراوسوا (SVK) · ۵۵٫۰۹                                                               | شان یینگ (CHN) · ۵۵٫۱۰                                                               |
| ۲۰۰ متر آزاد جزئیات           | کلودیا پول (CRC) · ۱:۵۸٫۹۰                                                                           | مارتینا موراوسوا (SVK) · ۱:۵۹٫۶۱                                                             | جولیا گرویل (AUS) · ۱:۵۹٫۹۲                                                          |
| ۴۰۰ متر آزاد جزئیات           | چن یان (CHN) · ۴:۰۶٫۷۲                                                                               | بروک بنیت (USA) · ۴:۰۷٫۰۷                                                                    | داگمر هاس (GER) · ۴:۰۸٫۸۲                                                            |
| ۸۰۰ متر آزاد جزئیات           | بروک بنیت (USA) · ۸:۲۸٫۷۱                                                                            | دیانا مانز (USA) · ۸:۲۹٫۹۷                                                                   | کیرستن فلیخویش (NED) · ۸:۳۲٫۳۴                                                       |
| ۱۰۰ متر کرال پشت جزئیات       | لی مارر (USA) · ۱:۰۱٫۱۶                                                                              | مای ناکامورا (JPN) · ۱:۰۱٫۲۸                                                                 | ساندرا وولکر (GER) · ۱:۰۱٫۴۷                                                         |
| ۲۰۰ متر کرال پشت جزئیات       | رکسانا ماراسینئانو (FRA) · ۲:۱۱٫۲۶                                                                   | داگمر هاس (GER) · ۲:۱۱٫۴۵                                                                    | مای ناکامورا (JPN) · ۲:۱۲٫۲۲                                                         |
| ۱۰۰ متر کرال سینه جزئیات      | کریستی کوال (USA) · ۱:۰۸٫۴۲                                                                          | هلن دنمان (AUS) · ۱:۰۸٫۵۱                                                                    | لورن ون اوستن (CAN) · ۱:۰۸٫۶۶                                                        |
| ۲۰۰ متر کرال سینه جزئیات      | اگنس کواچ (HUN) · ۲:۲۵:۴۵CR                                                                          | کریستی کوال (USA) · ۲:۲۶٫۱۹                                                                  | جنا استریت (USA) · ۲:۲۶٫۵۰                                                           |
| ۱۰۰ متر پروانه جزئیات         | جنی تامپسون (USA) · ۵۸٫۴۶CR                                                                          | آیاری اویاما (JPN) · ۵۸٫۷۹                                                                   | پتریا توماس (AUS) · ۵۸٫۹۷                                                            |
| ۲۰۰ متر پروانه جزئیات         | سوزی اونیل (AUS) · ۲:۰۷٫۹۳                                                                           | پتریا توماس (AUS) · ۲:۰۹٫۰۸                                                                  | میستی هیمن (USA) · ۲:۰۹٫۹۸                                                           |
| ۲۰۰ متر مختلط انفرادی جزئیات  | وو یان‌یان (CHN) · ۲:۱۰٫۸۸CR                                                                          | چن یان (CHN) · ۲:۱۳٫۶۶                                                                       | مارتینا موراوسوا (SVK) · ۲:۱۴٫۲۶                                                     |
| ۴۰۰ متر مختلط انفرادی جزئیات  | چن یان (CHN) · ۴:۳۶٫۶۶                                                                               | یانا کلوچکووا (UKR) · ۴:۳۸٫۶۰                                                                | یاسوکو تاجیما (JPN) · ۴:۳۹٫۴۵                                                        |
| ۱۰۰×۴ متر آزاد امدادی جزئیات  | ایالات متحده آمریکا (USA) · Lindsey Farella · باربارا بدفورد · ایمی ون دایکن · جنی تامپسون · ۳:۴۲٫۱۱ | آلمان (GER) · ساندرا وولکر · فرانزیسکا هن آلمزیک · سیمون اوسیگوس · کاترین مایسنر · ۳:۴۳٫۱۱   | استرالیا (AUS) · سارا ریان · Rebecca Creedy · آنجلا کندی · سوزی اونیل · ۳:۴۳٫۷۱      |
| ۲۰۰×۴ متر آزاد امدادی جزئیات  | آلمان (GER) · فرانزیسکا هن آلمزیک · داگمر هاس · Silvia Szalai · کرستین کیلگاس · ۸:۰۱٫۴۶              | ایالات متحده آمریکا (USA) · کریستینا تیوشر · لیندزی بنکو · بروک بنیت · جنی تامپسون · ۸:۰۲٫۸۸ | استرالیا (AUS) · جولیا گرویل · Anna Windsor · پتریا توماس · سوزی اونیل · ۸:۰۴٫۱۹     |
| ۱۰۰×۴ متر مختلط امدادی جزئیات | ایالات متحده آمریکا (USA) · لی مارر · کریستی کوال · ایمی ون دایکن · جنی تامپسون · ۴:۰۱٫۹۳            | استرالیا (AUS) · Meredith Smith · هلن دنمان · پتریا توماس · سوزی اونیل · ۴:۰۵٫۱۲             | ژاپن (JPN) · مای ناکامورا · ماسامی تاناکا · آیاری اویاما · سومیکا میناموتو · ۴:۰۶٫۲۷ |

شرح: WR: رکورد جهان؛ CR: رکورد قهرمانی جهان

### شنای موزون

#### جدول مدال‌ها
| رتبه           | کشور                      | طلا | نقره | برنز | مجموع |
| -------------- | ------------------------- | --- | ---- | ---- | ----- |
| ۱              | روسیه (RUS)               | ۳   | ۰    | ۰    | ۳     |
| ۲              | ژاپن (JPN)                | ۰   | ۲    | ۱    | ۳     |
| ۳              | فرانسه (FRA)              | ۰   | ۱    | ۱    | ۲     |
| ۴              | ایالات متحده آمریکا (USA) | ۰   | ۰    | ۱    | ۱     |
| مجموع (۴ کشور) | مجموع (۴ کشور)            | ۳   | ۳    | ۳    | ۹     |

#### خلاصه مدال‌ها
| رویداد               | طلا | نقره | برنز |
| روتین تک نفره جزئیات | اولگا سداکوا (RUS) · ۹۹٫۳۰۴ | ویرژینی دودیو (FRA) · ۹۸٫۱۵۴ | میا تاچیبانا (JPN) · ۹۷٫۵۳۰ |
| روتین دو نفره جزئیات | اولگا بروسنیکینا (RUS) · اولگا سداکوا (RUS) · ۹۹٫۰۷۳ | میا تاچیبانا (JPN) · میهو تاکدا (JPN) · ۹۸٫۰۶۰ | ویرژینی دودیو (FRA) · میریام لینوت (FRA) · ۹۷٫۳۲۳ |
| روتین تیمی جزئیات    | روسیه (RUS) · اولگا سداکوا · ماریا کیزلیووا · Anna Iouraeva · Olga Medvedeva · Anna Maslova · اولگا بروسنیکینا · النا آزارووا · Olga Novokchtchenova · Alexandra Vassina · Elena Barantseva · ۹۹٫۶۶۷ | ژاپن (JPN) · ریکا فوگی · یوکو ایزودا · میهو کاوابه · Mika Kawabe · ری جیمبو · Akiko Miyazaki · ریهو ناکاجیما · میا تاچیبانا · میهو تاکدا · یوکو یوندا (شناگر موزون، زاده ۱۹۷۹) · ۹۸٫۲۶۷ | ایالات متحده آمریکا (USA) · Carrie Barton · Kara Duncan · Bridget Finn · Tracie Gayeski · ربکا جیسونتک · Tina Kasid · Kristina Lum · Emily Marsh · Elicia Marshall · Kim Wurzel · ۹۷٫۱۳۳ |

### واترپلو

#### جدول مدال‌ها
| رتبه           | کشور           | طلا | نقره | برنز | مجموع |
| -------------- | -------------- | --- | ---- | ---- | ----- |
| ۱              | اسپانیا (ESP)  | ۱   | ۰    | ۰    | ۱     |
| ۱              | ایتالیا (ITA)  | ۱   | ۰    | ۰    | ۱     |
| ۳              | مجارستان (HUN) | ۰   | ۱    | ۰    | ۱     |
| ۳              | هلند (NED)     | ۰   | ۱    | ۰    | ۱     |
| ۵              | استرالیا (AUS) | ۰   | ۰    | ۱    | ۱     |
| مجموع (۵ کشور) | مجموع (۵ کشور) | ۲   | ۲    | ۱    | ۵     |

### خلاصه مدال‌ها
| رویداد | طلا | نقره | برنز |
| جزئیات | اسپانیا دنیل بایارت · مانوئل استیارته · پدرو گارسیا آگوآدو · سالبادور گومس · Miguel Gonzales · Gustavo Marcos · روبن میکابیلا · ایبان مورو · سری پدررول · Ivan Perez · خسوس رویان · جوردی سنس · کارلس سانس                            | مجارستان | یوگسلاوی الکساندر شیریچ · دانیلو ایکودینوویچ · Dragan Jovanović · نیکولا کولشنا · Aleksandar Nikolić · Dušan Popović · دژان ساویچ · الکساندر شاپیچ · پتار تربویویچ · ولویکو اوسکوکوویچ · Željko Vičević · ولادیمیر وواسینوویچ · نناد ووکانیچ |
| جزئیات | ایتالیا کارملا آلوچی · الکساندرا آرائوجو · Cristina Consoli · فرانچسکا کونتی · Antonella Di Giacinto · Eleonora Gay · ملانیا گرگو · Stefania Larucci · جوزی مالاتو · مارتینا میچلی · مادالنا موسومچی · Monica Vaillant · Milena Virzi | هلند Karla van der Boon · Carla van Usen · Ellen Bast · جیلیان فان دن برخ · دنیله ده براین · Edmée Hiemstra · Karin Kuipers · Ingrid Leijendekker · Petra Meerdink · Carla Quint · Sandra Scherrenburg · Mariëlle Schothans · Marjan op den Velde | استرالیا نائومی کاسل, · Simone Dixon, · Kylie English, · بریجت گوسترسون, · ایوت هیگینز, · برانوین مایر, · ملیسا بایارام, · Stephanie Neesham, · Marian Taylor, · لیز ویکس, · Sharan Wheelock, · دنیل وودهاوس, · تارن وودر.                   |